# Pavlovskaja
Pavlovskaja (in russo Павловская?) è un centro abitato (stanica) della Russia, situato nel Territorio di Krasnodar. È il centro amministrativo del distretto Pavlovskij.
La località si trova sulle rive del fiume Sosyka (affluente dell'Eja). A 140 km da Krasnodar e da Rostov sul Don. La strada M4 «Don» attraversa il villaggio.